# Argonautika

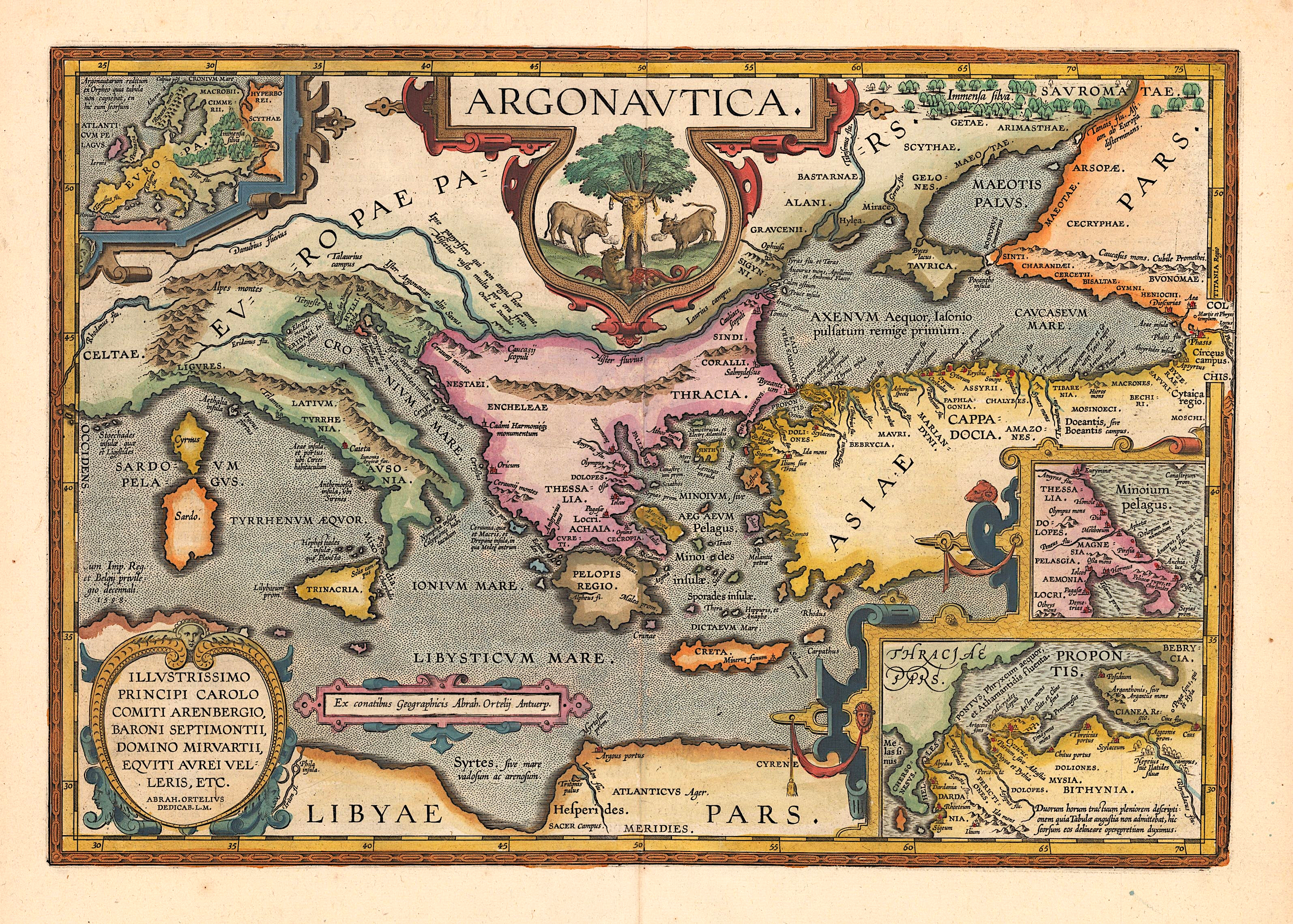
Karta som tolkar resan enligt Apollonius Rhodius Argonautica.

Argonautika (även Argonautica, Grekiska: Ἀργοναυτικά) är en grekisk episk dikt författad av Apollonios Rhodios på 200-talet f.Kr.. Den är det enda överlevande exemplet på hellenistisk epik, och berättar myten om den resa Jason och argonauterna gjorde för att hämta det gyllene skinnet från det mytiska landet Kolchis. En annan mindre känd Argonautica skrevs av Valerius Flaccus.

## Sammanfattning
I den första boken byggs fartyget Argo och en besättning på cirka femtio hjältar samlas, detta efter ett orakelsvar som kung Pelias har fått. Bland hjältarna, som leds av Jason, finns Herakles och hans kamrat Hylas, Castor och Pollux, Orfeus, Meleagros, Zetes och Kalais (Boreas söner), Peleus (far till Akilles), Laertes (förmodad fader till Odysseus), Telamon (far till Ajax), och fartygets konstruktör, Argos. Deras mål är att resa till Kolchis och hämta det gyllene skinnet. Jason föreslår att en ledare väljs, Herakles rekommenderar Jason själv, och hjältarna väljer honom.
Efter böner till Apollon seglar de ut från Thessaliens östkust. Argonauterna når först Lemnos där kvinnorna, anförda av sin drottning Hypsipyle, har mördat alla sina män. Hypsipyle berättar ingenting om morden, och övertygar männen (förutom Herakles) att befrukta kvinnorna för att återbefolka ön. Jason väljer Hypsipyle till gemål och säger till henne att om hon föder en son, så ska han skickas till Jasons föräldrar, därefter sätter Argo segel igen. Resan går genom Hellesponten och de kommer till dolionernas land. Trots att konungen Kyzikos är vänligt sinnad, krigar argonauterna av misstag mot dolionerna och dödar Kyzikos. Hans änka Kleite begår sedan självmord och Jason tvingas offra för att blidka gudarna. Argonauternas nästa destination är Kios, där Herakles följeslagare Hylas blir bortförd av nymfer. Herakles blir vred och Argo tvingas lämna honom kvar, varpå Glaukos visar sig i havet för att försäkra besättningen att de fattat rätt beslut.
Den andra boken börjar i Bebryces, där kung Amykos utmanar hjältarna på en boxningsmatch. Pollux accepterar och dödar kungen. Vid Bosporen fördriver Zetes och Kalais Harpyorna ifrån Phineas, en före detta kung som bestraffats för missbruk av sin profetiska förmåga. Phineas återgäldar dem genom att avslöja hur man passerar Symplegaderna, två klippor vid ett sund som kunde sluta sig och krossa sjöfarare. Med ytterligare hjälp av Pallas Athena passerar de klipporna och besöker många främmande länder: amasonernas land, där Hippolyte härskar, mossynoikernas land, där man har samlag offentligt, en ö helgad åt Ares, där de attackeras av Ares fåglar. När de passerar nära den plats där Prometheus är kedjad, räddar de de överlevande från ett förlist fartyg från Kolchis, och vinner så Frixos söner som medbrottslingar i sina försök att stjäla det gyllene skinnet. Väl framme i Kolkis överväger Jason vilket det bästa sättet är att närma sig den grymme kung Aietes.
Den tredje Boken börjar med att Hera och Athena beslutar att hjälpa Jason i sitt sökande. De får Kypris att påverka sin son Eros med en leksak som Hefaistos tillverkat. Eros avfyrar en pil mot Aietes dotter Medea, så att hon blir kär i Jason. Jason går tillsammans med Phrixus söner för att träffa Aietes. Frixos söner berättar för kungen om sitt skeppsbrott och hur argonauterna räddat dem. Aietes anar en konspiration i berättelsen, och säger till Jason att han kan ta skinnet om han klarar ett prov på styrka och mod: att sätta tjurarna med bronshovar i sele, plöja Ares slätt och så den med ormtänder, som ska gro till en armé av soldater. Medea som är bevandrad i häxkonster och magi, ser det hopplösa i uppgiften och ber till Hekate. Jason förstår att Medea kan vara användbar men vet inte att hennes kärlek beror på en gudagiven förtrollning. Han ber henne om hjälp och återgäldar sedan hennes kärlek med att be henne att följa honom till Grekland och bli hans hustru.
Medea instruerar Jason att bygga ett bål för att blidka Hekate. När han ärat gudinnan ska han vända om och retirera. Hon säger att han kommer att höra ljudet av helvetiskt skällande hundar, men han ska inte se tillbaka för att inte förstöra allt. Han gör precis som hon säger. Efter att ha offrat till Medeas favoritgudinna, stänker Jason Medeas brygd på sin hud, sina kläder, sitt spjut och sitt svärd. Med skydd av brygden kan han stå emot tjurarnas anfall, sätta dem i sele och plöja fältet. Han planterar ormtänderna i åkern, och krigare växer upp från marken. Jason placerar en stor rund sten bland dem. De börjar kriga om stenen, och även Jason går med i striden tills alla är dräpta. Jason har lyckats i sin uppgift, men Aietes tänker inte släppa det gyllene skinnet.
I den sista boken erbjuder Medea att söva draken som vaktar skinnet i utbyte mot att argonauterna tar ombord henne på sitt skepp och bort från den far hon svikit. Jason går med på detta och lovar än en gång att gifta sig med henne, och hon använder sin skicklighet för att söva draken. Argo styr iväg med det gyllene skinnet, men förföljs av Aietes och av Medeas äldre bror Absyrtos. Jason föreslår att lämna bort Medea till Artemis, jungfrurnas beskyddare. Idén gör Medea rasande och hon hotar att sätta eld på fartyget, tills Jason förklarar att hon bara är lockbetet i en fälla som gillrats för Absyrtos. Fällan fungerar, Absyrtos dödas i ett bakhåll av Jason och kolchierna flyr. I andra versioner av samma myt dödar Medea sin egen bror och delar hans kropp i små bitar. Hon lämna sedan ett spår av kroppsdelar bakom fartyget och tvingar sina förföljare att stanna och plocka upp varje del så att Absyrtos kan få en riktig begravning. Innan de kan segla hem, måste de en andra gång passera de farliga klipporna Planktai. Med hjälp av Thetis och Nereiderna tar de sig säkert förbi.
Efter några smärre äventyr kommer kolchierna tillbaka och kräver att Medea återlämnas. De övertygas om att Medea, eftersom hon frivilligt följde med Jason, får stanna med honom om deras äktenskap har fullbordats, men inte om hon fortfarande är oskuld. Medea och Jason fullbordar då sitt äktenskap och Medea har rätt att stanna kvar med sin man. Vid sjön Triton, (eventuellt avses Nilen), hittar de en orm som dödats av Herakles, men ser inte hjälten själv. På Kreta möter argonauterna Talos, den sista överlevande av en uråldrig ras av människor. Han angriper dem och Medea kommer till undsättning med sina trollformler och dräper Talos, som blöder ichor, alltså gudablod. Eufemos, son till Poseidon, kastar en jordkoka han fick vid sjön Triton i havet, vilket skapar ön Kalliste (Thera), sedan når Argo äntligen Thessaliens kust och de är hemma.

## Stil
Argonautika skiljer sig i vissa avseenden från traditionell eller homerisk grekisk epik, även om Apollonios har Homeros som huvudsaklig förebild. Argonautika är mycket kortare än Homeros epos, med fyra böcker som omfattar mindre än 6.000 rader, medan Iliaden omfattar mer än 15.000. Apollonios kan här ha påverkats av Kallimachos och Aristoteles krav på kortare epos. Argonautika uppfyller Aristoteles krav, var och en av Argonautikas fyra böcker är ungefär lika lång som en tragedi. Tragedier uppfördes traditionellt i grupper om fyra, tre tragedier och ett satyrspel, och den totala längden motsvarar nära Argonautikas. Även om kritiker har koncentrerat sig på ekon från Homeros i Argonautika, kan direkta lån från tragedierna hittas, exempelvis från Euripides Medea . 
Apollonios epik skiljer sig också från den mer traditionella epiken i sin svagare, mer mänskliga huvudperson Jason. Argonautika placeras ofta in i den litterära tradition som leder till den hellenistiska romanen. Den skiljer sig också från äldre episk tradition genom sin behandling av lokala seder, etiologi, och andra ämnen populära inom hellenistiska poesi. Apollonios väljer också de mindre chockerande versionerna av vissa myter, exempelvis att Medea endast är åskådare till mordet på Absyrtos, i stället för att själv mörda honom. Gudarna är ganska avlägsen och inaktiva i större delen av eposet, vilket följer av den hellenistiska trenden att allegorisera och rationalisera religionen. Heterosexuell kärlek, såsom Jasons, är mer betonad än homosexuell kärlek, såsom Herakles och Hylas. Detta är en annan trend i hellenistisk litteratur, som beror på att heterosexuell kärlek vunnit i anseende i samhället.